# Avengers Forever
Avengers Forever è una serie limitata di fumetti di dodici numeri pubblicata da dicembre 1998 a novembre 1999 dalla Marvel Comics. La trama è incentrata su Rick Jones e la sua ricerca per costruire una squadra di Vendicatori del passato, del presente e del futuro. La serie è stata scritta da Kurt Busiek e Roger Stern, disegnata da Carlos Pacheco e inchiostrata da Jesus Merino. Nel 2021 è stata pubblicata una nuova serie Avengers Forever, che segue il personaggio Ghost Rider.

## Storia editoriale
Inizialmente la Marvel stipulò un contratto con Busiek e Pacheco per produrre una serie chiamata Avengers: World in Chains, che era però troppo simile a un altro progetto (presumibilmente Mutant X) e quindi fu cancellata dalla compagnia. Poiché Busiek e Pacheco erano sotto contratto, la coppia sviluppò invece il concept per Avengers Forever.

## Riepilogo della trama
Immortus invia il suo servitore Tempus ad uccidere Rick Jones, apparentemente gravemente malato, detentore della "Forza del Destino", una potente abilità usata dnella storia della guerra tra Kree e Skrull.
Rick viene salvato da Kang il conquistatore (che è destinato a evolversi in Immortus), il quale distrugge Tempus e tiene a bada l'esercito temporale di Immortus. L'alieno Kree Intelligenza Suprema esorta Rick a usare la Forza del Destino per chiedere aiuto. Con l'aiuto dell'ex-membro dello Zodiaco Bilancia, Rick richiama vari membri della squadra di supereroi Vendicatori dal passato, presente e futuro. La squadra è composta da un disilluso Capitan America, che viene estratto da un'avventura in cui scopre che un funzionario governativo di alto rango è il leader dell'Impero Segreto; Calabrone da un periodo in cui è mentalmente squilibrato e inconsapevole di essere Hank Pym; Occhio di Falco subito dopo la conclusione della guerra Kree-Skrull e della guerra contro l'Olimpo; Giant-Man (anche Hank Pym) e Wasp dal presente; Songbird da un tempo non specificato nel prossimo futuro; e Capitan Marvel da un futuro più lontano.
Sebbene questi Vendicatori sembrino selezionati quasi casualmente, la Bilancia afferma che sono stati scelti grazie alla sua sottile consapevolezza dell'equilibrio universale, e che ognuno di essi riveste un ruolo negli eventi che sarà chiarito solo alla fine:
- La presenza di Cap portò coesione alla squadra, mentre il suo stato mentale indebolito a causa della scarsa fiducia in se stesso gli impedì di dominarla;
- Wasp guidò la squadra con forza e flessibilità, dandole una direzione senza esercitare eccessivo controllo;
- Il futuro tradimento della squadra da parte di Calabrone a causa della sua temporanea instabilità l'avrebbe portata nella posizione giusta per colpire;
- Giant-Man ha fornito supporto mentre irritava e provocava Calabrone;
- La presenza di Occhio di Falco influenzò le risposte di Calabrone e di Bilancia alla crisi;
- I legami distorti di Songbird con Occhio di Falco, Wasp e Capitan Marvel nel passato, nel presente e nel futuro hanno influenzato le decisioni di Capitan Marvel riguardo al destino di Rick Jones.

Durante i loro sforzi per proteggere Rick, i Vendicatori combattono Immortus in diverse epoche, inclusi incontri nel vecchio West statunitense con Two-Gun Kid, Night Rider, Ringo Kid, Rawhide Kid, Kid Colt e Gunhawks, così come una versione alternativa dei Vendicatori degli Anni Cinquanta e uno scontro per contrastare un'invasione aliena in un possibile futuro. Durante le loro ricerche, scoprono che Immortus possiede il Cristallo Eterno, un manufatto che può controllare molteplici realtà. Kang aiuta i Vendicatori come parte della sua "ribellione" contro il suo apparente destino e rivela che Immortus serve un trio di entità chiamate Guardiani del Tempo, e infatti le sue precedenti interazioni con la squadra erano state motivate dal tentativo di mantenere l'umanità limitata per impedirle di trasformarsi in una minaccia per l'universo. Queste entità alla fine rivelano che, in vari futuri, l'umanità viaggerà nello spazio e fonderà il bellicoso Impero Terrestre, una dittatura interstellare controllata dal Battaglione Galattico dei Vendicatori e governata da umani con accesso alla Forza del Destino, che prospererà a spese di molte culture aliene. Apparentemente una versione futura dei Vendicatori sarà in prima linea nell'espansione, ma i Vendicatori rifiutano l'idea che l'umanità debba essere distrutta o contenuta per impedire che questi futuri si realizzino, con Capitan America e Songbird che sostengono che l'umanità merita una possibilità di dimostrare di poter essere migliore piuttosto che essere condannata per cose che non sono ancora accadute.
Kang aiuta i Vendicatori e, nella battaglia finale, uccide i Guardiani del Tempo quando tentano di punire Immortus per aver fallito. I Vendicatori decidono di colpire i Guardiani del Tempo anche dopo aver appreso le loro motivazioni, sostenendo che i Guardiani del Tempo cercano solo di eliminare coloro che potrebbero minacciarli, mentre non tentano nemmeno di cancellarsi, nonostante l'esistenza di linee temporali alternative in cui loro stessi sono diventati i Time Twisters. Durante un conflitto di massa in cui i Guardiani del Tempo scatenano i Vendicatori delle linee temporali corrotte contro un esercito di Vendicatori provenienti dai mondi in cui erano rimasti fedeli al loro scopo originale, i Guardiani del Tempo tentano di costringere Kang a diventare Immortus dopo aver ucciso il futuro Immortus per il suo tentativo di proteggere i Vendicatori. Tuttavia, la forza di volontà di Kang e le condizioni temporali uniche del conflitto provocano una reazione temporale che culmina con la ricreazione di Kang e Immortus come esseri separati. Quando Rick viene ferito mentre usa la Forza del Destino per distruggere l'equipaggiamento dei Guardiani del Tempo, Capitan Marvel si fonde con l'eroe per salvargli la vita - il collegamento con il sé futuro della Marvel fa sì che Rick venga involontariamente collegato al sé presente della Marvel quando lui, Giant-Man e Wasp tornano al loro presente - e tutti i Vendicatori vengono riportati alle rispettive linee temporali mantenendo un ricordo persistente dell'incidente.

### Postumi
Mentre si scopre che Genis-Vell proviene in realtà da qualche mese nel futuro, con la maggiore età del sé futuro di Rick che si scopre essere il risultato dell'invecchiamento accelerato avvenuto mentre aiutava Thanos a separare la Morte da Marlo Chandler, è generalmente accettato che Songbird, che ha combattuto con i Vendicatori in questa storia, abbia avuto origine da un futuro alternativo piuttosto che dal futuro.

## Edizione raccolta
La serie è stata raccolta in un unico volume:
- Vendicatori per sempre (cartonato, Marvel Omnibus n. 11, 304 pagine, giugno 2010, ISBN 978-88-6346-676-8)

## Serie 2021
Nel 2021 è stata pubblicata una nuova serie Avengers: Forever. Questa racconta che Ghost Rider e uno dei Deathlok  lavorano per il misterioso Avenger Prime mentre viaggiano attraverso il Multiverso per mettere insieme un esercito di Vendicatori Multiversali al fine di combattere i Maestri del Male Multiversali che hanno conquistato altre Terre.